# Volmari Iso-Hollo
Volmari Fritijof Iso-Hollo (Ylöjärvi, 5 gennaio 1907 – Heinola, 23 giugno 1969) è stato un siepista e mezzofondista finlandese, due volte campione olimpico ai Giochi di Los Angeles 1932 e di Berlino 1936.

## Palmarès
| Anno | Manifestazione  | Sede        | Evento        | Risultato | Prestazione | Note            |
| ---- | --------------- | ----------- | ------------- | --------- | ----------- | --------------- |
| 1932 | Giochi olimpici | Los Angeles | 10000 m piani | Argento   | 30'12"6     |                 |
| 1932 | Giochi olimpici | Los Angeles | 3460 m siepi  | Oro       | 10'33"4     |                 |
| 1936 | Giochi olimpici | Berlino     | 10000 m piani | Bronzo    | 30'20"2     |                 |
| 1936 | Giochi olimpici | Berlino     | 3000 m siepi  | Oro       | 9'03"8      | Record mondiale |